# Число Эрдёша
Число Эрдёша (англ. Erdős number) — метод определения кратчайшего пути соавторства по совместным научным публикациям от какого-либо учёного до венгерского математика Пала Эрдёша (1913—1996).
Эрдёш написал за свою жизнь как минимум 1525 статей, что не имеет аналогов среди современных ему математиков и сопоставимо только с числом работ Эйлера (более 850). Поскольку большая часть из этих работ была создана в соавторстве, а в математике совместная статья традиционно является скорее исключением, чем правилом, наличие такого большого числа соавторов породило в фольклоре математиков понятие «число Эрдёша».
Это число определяется рекуррентно:
- у самого Эрдёша оно равно нулю;
- у непосредственных соавторов Эрдёша это число равно единице (всего 511 человек[4]);
- соавторы людей с числом Эрдёша, равным n (и не имеющие собственного числа Эрдёша меньше или равного n), имеют число Эрдёша n + 1;
- люди, для которых невозможно построить цепочку соавторов к Палу Эрдёшу, имеют число Эрдёша, равное бесконечности.

Впервые это понятие опубликовал Каспер Гоффман — в 1969 году вышла его статья «И какое ваше число Эрдёша?», в которой он описал свои наблюдения сотрудничества Эрдёша с другими учёными.

## В математике
Ряд исследований показал, что ведущие математики имеют особенно низкие числа Эрдёша. Согласно «The Erdös Number Project» университета Окленда, числом Эрдёша обладают не менее 260 тысяч математиков, для большинства из них это число не превышает 8. Среднее значение составляет 4,65, а медианное равняется 5. При этом среди лауреатов Филдсовской премии медианное значение равняется трём. Не менее 134 тысяч математиков имеют число Эрдёша ниже шести, тогда как всего для 7097 математиков его значение составляет меньше трёх.
Среди ученых прошлого с конечным числом Эрдёша, предположительно, самым ранним является Лаплас, живший с 1749 по 1827 год; его число Эрдёша равно 14.

## В других областях
Хотя изначально понятие числа Эрдёша использовалось среди математиков в шуточных целях, в последующие годы оно также приобрело значение в качестве инструмента оценки уровня совместных работ между математиками, а также специалистами из других научных областей. Поскольку уровень междисциплинарного взаимодействия в современных научных публикациях крайне высок, огромное число не-математиков среди различных научных дисциплин имеют конечные числа Эрдёша. Так, среди Нобелевских лауреатов по физике Альберт Эйнштейн и Шелдон Ли Глэшоу имеют число Эрдёша, равное двум, а Энрико Ферми, Отто Штерн, Вольфганг Паули, Макс Борн, Уиллис Лэмб, Юджин Вигнер, Ричард Фейнман, Ханс Бете, Марри Гелл-Ман, Абдус Салам, Стивен Вайнберг, Норман Рэмзи, Фрэнк Вильчек и Дэвид Уайнленд имеют числа Эрдёша, равные трём.